# Лаомедон (диадох)
Лаоме́дон, также Лаоме́донт (др.-греч. Λαoμέδων; конец 370-х годов до н. э., Митилена, Лесбос — после 320 года до н. э.) — приближённый и военачальник Александра Македонского, сатрап Сирии и Финикии.
В молодости Лаомедон входил в круг ближайших приближённых юного царевича Александра. В связи с тем, что Лаомедон свободно владел двумя языками и понимал персидское письмо, Александр во время похода в Азию поручил ему решение всех вопросов, связанных с военнопленными. После смерти Александра в 323 году до н. э. при разделе империи Лаомедон стал сатрапом Келесирии, которая включала Сирию и Финикию. Однако, уже в 320 году до н. э. Лаомедон попал в плен, а Келесирия стала частью владений Птолемея.

## Биография
Лаомедон родился, предположительно в конце 370-х годов до н. э., в семье местного аристократа Лариха в Митилене на острове Лесбос. У Лаомедона был ещё по меньшей мере один старший брат Эригий. В 350-х или начале 340-х годов до н. э. Ларих вместе с семьёй перебрался в Амфиполь, что могло быть связано с экспансией персов на Лесбос. В Амфиполе он поступил на службу к македонскому царю Филиппу II, за что получил земельные владения.
Вскоре Лаомедон стал одним из приближённых и друзей юного царевича Александра. Ещё при жизни Филиппа II Лаомедон, по версии Арриана, был изгнан вместе с несколькими друзьями Александра Птолемеем, Неархом, Гарпалом и Эригием. В отличие от Арриана, Плутарх при перечислении изгнанников не упоминает Лаомедона, однако объясняет причину их попадания в немилость к Филиппу II — участие в попытке авантюрной женитьбы Александра на дочери персидского сатрапа Пиксодара Аде. Также, в отличие от Плутарха, Арриан связывал высылку друзей Александра с конфликтом между юным царевичем и Филиппом II, который возник во время его свадьбы с Клеопатрой. Как только Александр взошёл на царский престол, изгнанники вернулись и были осыпаны «величайшими почестями».
Лаомедон принимал участие в походе Александра в Азию. Возможно, что именно он составил протекцию своему земляку Харесу, который в армии Александра выполнял роль летописца. В связи с тем, что Лаомедон свободно владел двумя языками и понимал персидское письмо, Александр поручил Лаомедону все вопросы, связанные с военнопленными. В античных источниках описана история как Александр после битвы при Иссе 333 года до н. э. отправил Леонната к пленным матери, жёнам и детям персидского царя с вестью, что Дарий III жив и что им, по милости Александра, ничего не угрожает. Историк В. Хеккель предположил, что речь идёт о подмене имени Лаомедона Леоннатом. По его версии, первоисточником утверждения стали мемуары Птолемея, который на момент их написания имел все основания «умолчать» имя Лаомедона. Лаомедон почти не упоминается при описании дальнейших кампаний Александра (за исключением перечня триерархов на Гидаспе).
После смерти Александра в 323 году до н. э. Лаомедон получил в управление важную провинцию — Келесирию, которая включала Сирию и Финикию. Предположительно Лаомедон помог своему давнему другу Птолемею перевезти гробницу Александра в Египет. Во время первой войны диадохов Лаомедон смог сохранить нейтралитет. Во всяком случае войска Пердикки беспрепятственно вошли на территорию Сирии. После гибели Пердикки статус Лаомедона в качестве сатрапа Келесирии был подтвержден во время второго раздела Македонской империи в Трипарадисе в 321/320 году до н. э., что было бы невозможным в случае явной поддержки Пердикки.
Однако затем к Сирии был привлечён большой интерес наместника соседнего Египта Птолемея I. Сначала Птолемей предложил Лаомедону большую сумму денег за отказ от стратегически важных финикийских портов. Для него они были необходимы в качестве передовых баз для завоевания Кипра. Лаомедон ответил отказом. Тогда Птолемей в конце лета 320 года до н. э. направил для вторжения в Сирию армию во главе с Никанором. Лаомедон не смог организовать эффективного сопротивления, попал в плен к Никанору и был отправлен в Египет, а вся Сирия и Финикия стали владениями Птолемея. По мнению историка И. Г. Дройзена, захватом Келесирии Птолемей хоть и увеличил свои владения, поставил себя в оппозицию к центральной власти Македонской империи. В одном из фрагментов Аппиан пишет, что Келесирию у Лаомедона отобрал Антигон. С точки зрения современных историков данное утверждение Аппиана представляет собой явную ошибку.
Впоследствии Лаомедону удалось бежать, после чего он присоединился к брату Пердикки Алкете. Возможно, Лаомедон принимал участие в дальнейших сражениях сторонников Пердикки с войсками Антигона Одноглазого, в том числе и в сражении при Кретополе, где и мог погибнуть. В исторических источниках он более нигде не упоминается.
Предположительно у Лаомедона был по меньшей мере один сын, которого назвали в честь деда Ларихом. Он стал военачальником на службе у Селевкидов.
В средневековом «Романе об Александре» Лаомедон упомянут в качестве участника состязания по бегу на Олимпийских играх, а также доверенного лица Александра во время похода на Рим. Также, по одной из версий, Лаомедон изображён на Сидонском саркофаге.

## Амфиполитанский лев
В 1910-х годах в районе античного Амфиполя была обнаружена громадная статуя льва. Она могла быть либо надгробным, либо военным памятником. Также не исключено, что статую перевезли в Амфиполь откуда-то из Персии. Согласно одной из версий, монумент был подарком Лаомедона своему городу в ознаменование какой-то из побед и своей роли в походах Александра.

### Исследования
- Дройзен И. Г. История эллинизма. — Ростов-на-Дону: Феникс, 1995. — Т. 2. — 544 с. — ISBN 5-85880-079-3.
- Шахермайр Ф. Александр Македонский. — Ростов-на-Дону: Феникс, 1997. — 576 с. — ISBN 5-85880-313-Х.
- Broneer O.[англ.]. The Lion Monument at Amphipolis (англ.). — Cambridge, Massachusetts: Harvard University Press, 1941.
- Bux E.[нем.]. Laomedon 7 // Paulys Realencyclopädie der classischen Altertumswissenschaft :  [нем.] / Georg Wissowa. — Stuttgart : J. B. Metzler’sche Verlagsbuchhandlung, 1924. — Bd. XII, Erste Hälfte (XII, 1). — Kol. 756—757.
- Frothingham A. L. Jr, Marquand A. Archæological News (англ.) // The American Journal of Archaeology and of the History of the Fine Arts[англ.]. — Archaeological Institute of America, 1896. — Vol. 11, no. 2. — P. 205—316. — doi:10.2307/496554. — JSTOR 496554.
- Heckel W. Who's Who in the Age of Alexander the Great: Prosopography of Alexander's Empire (англ.). — Malden; Oxford; Carlton: Blackwell Publishing, 2006. — ISBN 1-4051-1210-7.
- Heckel W. Alexander’s Marshals. A study of the Makedonian aristocracy and the politics of military leadership (англ.). — 2nd. — London; New York: Routledge, 2016. — ISBN 978-1-138-93469-6.
- Stähelin F.[нем.]. Laomedon 6 // Paulys Realencyclopädie der classischen Altertumswissenschaft :  [нем.] / Georg Wissowa. — Stuttgart : J. B. Metzler’sche Verlagsbuchhandlung, 1924. — Bd. XII, Erste Hälfte (XII, 1). — Kol. 755—756.
- Wheatley P. Ptolemy Soter's Annexation of Syria 320 B. C. (англ.) // The Classical Quarterly, New Series. — Cambridge: Cambridge University Press, 1995. — Vol. 45, no. 2. — P. 433—440. — ISSN 0009-8388. — JSTOR 639531.